# Mastercard
Mastercard Inc. (estilizada como MasterCard de 1979 a 2016 e mastercard de 2016 a 2019), originalmente Interbank e depois Master Charge, é uma empresa multinacional norte-americana de serviços financeiros, fundada em 1966. Sua sede fica em Purchase, Nova Iorque.
Seu principal negócio é processar pagamentos entre os bancos dos clientes e os bancos emissores de cartões que usam a bandeira Mastercard, incluindo cartões de débito, crédito e pré-pago. É a segunda maior empresa do ramo, possuindo 1,544 bilhão de cartões de débito e 1,05 bilhão de crédito em 2021. No mesmo ano, foi responsável pelo processamento de US$ 2,054 trilhões; eram cerca de 3585 transações por segundo em 2020.
Mastercard foi criada por uma aliança de vários bancos e associações regionais de cartões bancários em resposta ao BankAmericard emitido pelo Bank of America, que mais tarde se tornou Visa, ainda seu maior concorrente. A empresa possui capital aberto desde 2006, antes era uma cooperativa de mais de 25.000 instituições financeiras.

## História

### 1958–1968: Início

Logotipo usado entre 1979 e 1990

Embora a estreia do BankAmericard em setembro de 1958 tenha sido um desastre notório, começou a dar lucro em maio de 1961. O Bank of America manteve essa informação em segredo e permitiu que as impressões negativas, então generalizadas, persistissem para afastar a concorrência. Essa estratégia foi bem-sucedida até 1966, quando a lucratividade se tornou grande demais para ser escondida. De 1960 a 1966, havia apenas 10 novos cartões de crédito introduzidos nos Estados Unidos, mas de 1966 a 1968 aproximadamente 440 cartões foram disponibilizados por bancos grandes e pequenos em todo o país. Esses recém-chegados prontamente se uniram em associações regionais.
Uma das razões pelas quais a maioria dos bancos optou por unir forças foi que, na época, 16 estados limitavam a capacidade dos bancos de operar por meio de filiais, enquanto 15 estados proibiram totalmente. Nesse caso, poderiam operar legalmente apenas em um único local e, portanto, eram forçados a permanecerem pequenos. Ao ingressar em uma associação regional, um banco poderia adicionar rapidamente um cartão de crédito à sua linha de produtos financeiros e terceirizar tarefas de manutenção. Essas associações também permitiram agregassem as bases de clientes e comerciantes para tornar o cartão mais aceitável e útil; os primeiros cartões de crédito falharam porque só podiam ser usados dentro de um pequeno raio em torno de seus respectivos emissores.
Em 1966, Karl H. Hinke, vice-presidente executivo do Marine Midland Bank, pediu a representantes de vários outros bancos que o encontrassem em Buffalo, Nova York.  O Marine Midland acabava de lançar seu próprio cartão bancário regional na Upstate New York depois que lhe foi recusado uma licença regional do BankAmericard. O resultado da reunião de Buffalo foi que vários bancos e associações regionais logo concordaram em unir forças como Interbankard, Inc., que depois se tornou a Interbank Card Association (ICA). No final de 1967, a ICA tinha 150 membros e Hinke tornou-se o presidente.
A marca Interbank em 1966 inicialmente consistia apenas em um pequeno i minúsculo dentro de um círculo no canto inferior direito da frente de cada cartão; o restante do design era prerrogativa de cada banco emissor. Este pequeno logotipo provou ser totalmente insatisfatório para criar conscientização da marca, a fim de competir com o líder BankAmericard. Em 1969, o Interbank desenvolveu uma nova marca nacional, "Master Charge", combinando dois círculos amarelo e laranja sobrepostos com o nome.

### 1968–2010: Expansão
Em 1968, a ICA e a Eurocard iniciaram uma aliança estratégica, que permitiu à ICA o acesso ao mercado europeu. O cartão Access do Reino Unido juntou-se à aliança em 1972. Em 1979, "Master Charge" foi renomeado como "MasterCard". Em 1983, a MasterCard International Inc. tornou-se o primeiro banco a usar hologramas como parte da segurança de seus cartões. Eles adquiriram a rede Cirrus de caixas eletrônicos em 1985.
A Mastercard, juntamente com a Visa, envolveu-se em uma exclusão contra American Express durante as décadas de 1980 e 1990. Elas usaram cláusulas de exclusividade em seus contratos para impedir que os bancos fizessem negócios com a American Express. Tais cláusulas e outras provas escritas foram usadas pelo Departamento de Justiça dos Estados Unidos em ações regulatórias contra ambas empresas. Discover também processou a Mastercard por questões semelhantes. Elas pagaram aproximadamente US$ 3 bilhões em danos resultantes de uma ação coletiva movida em janeiro de 1996 contra fixação do preço da taxa de furto do cartão de débito.
Em 1996, cerca de 4 milhões de comerciantes processaram a Mastercard em um tribunal federal dos EUA por aumentar as taxas conta furto. Este caso foi resolvido com um pagamento bilionário em 2003. Em 23 de agosto de 2001, a empresa foi processada por violar a Lei de Práticas Comerciais Enganosas e Desleais da Flórida. Em 2002, fundiu-se com a Europay International, outra grande associação de emissores de cartões de crédito, da qual a Eurocard se tornou parte em 1992. Em 15 de novembro de 2004, pagou indenização à American Express, devido a práticas anticompetitivas que a impediram de emitir cartões através de bancos estadunidenses, pagando US$ 1,8 bilhão no acordo.
Em conexão com a fusão de 2002, a empresa que havia sido organizada como uma cooperativa de bancos fez uma oferta pública inicial em 25 de maio de 2006, vendendo 95,5 milhões de ações a US$ 39 cada. As ações são negociadas na Bolsa de Valores de Nova York sob o símbolo MA, com uma capitalização de mercado de US$ 367,1 bilhões em maio de 2021. O acordo foi concebido para manter o valor da marca e minimizar os custos regulatórios.

Logotipo usado entre 1990–1996 e popularizou a marca

### 2010–presente: Digital
Em agosto de 2010, a MasterCard Worldwide, como foi renomeada, expandiu sua oferta de comércio eletrônico com a aquisição da DataCash, um provedor de processamento de pagamentos e gerenciamento de fraude/risco do Reino Unido. No mesmo ano, a WikiLeaks publicou documentos mostrando que as autoridades norte-americanas fizeram lobby na Rússia para defender os interesses da Visa e Mastercard. Posteriormente, pagamentos ao WikiLeaks foram bloqueados. Membros do Parlamento Europeu expressaram preocupação de que os pagamentos de cidadãos europeus pudessem ser bloqueados pelos EUA, e apelou a uma maior redução do domínio das bandeiras no sistema de pagamentos europeu. Em outubro de 2010, ambas empresas chegaram a outro acordo. Elas concordaram em permitir que os comerciantes com suas bandeiras recusassem cartões ou oferecessem descontos em casos de tarifas menores.
Em março de 2012, a MasterCard anunciou a expansão de seu programa de pagamentos com aparelhos móveis, incluindo mercados em todo o Oriente Médio. Em 27 de novembro, um juiz federal concedeu aprovação liminar a uma proposta de acordo para a ação coletiva movida em 2005. Cerca de um quarto dos demandantes decidiram optar por não participar do acordo; eles se opõem às disposições que impediriam futuros processos e a não aceitação de apenas partes do acordo. Um acordo de US$ 6,24 bilhões obteve aprovação preliminar em novembro de 2019. Um redução para $ 5,54 bilhões foi aprovada depois. Alguns comerciantes recorreram do acordo e foram ouvidos. O caso está em andamento em 2022.
Em 2013, a Mastercard estava sob investigação da União Europeia pelas altas taxas que cobrava. A empresa foi proibida de cobrar taxas em transações transfronteiriças realizadas totalmente dentro da UE por meio de uma decisão da Comissão Europeia em 2007. A BEUC elogiou a ação; sua diretora-geral, Monique Goyens, disse: "Então, no final, todos os consumidores são atingidos por um esquema que acaba recompensando a empresa do cartão e o banco emissor." Na primavera de 2014, a Mastercard adquiriu a principal empresa de gerenciamento de programas de recompensas da Austrália, Pinpoint, por um valor não revelado. Em agosto de 2017, adquiriu a Brighterion, empresa que gerência inteligência artificial e aprendizado de máquina. A Brighterion detém várias patentes.
No mesmo ano, o CEO Ajay Banga reforçou o objetivo da empresa de estender os serviços financeiros atuais, trazendo sistemas de pagamento digital para pessoas sem banco em todo o mundo. Foram investidores US$ 500 milhões na Índia, com escritórios em Pune e Vadodara, para ajudar a Mastercard a levar transações sem dinheiro para maior população do mundo. A empresa também estava programada para investir US$ 750 milhões adicionais em aplicativos e tecnologia, especialmente focados na Índia entre 2017 e 2020. Em abril de 2021, a Mastercard criou uma calculadora que reúne informações e mede as pegadas de carbono dos clientes para ajudá-los a saber quanto estão contribuindo nas emissões de carbono. Após a invasão russa da Ucrânia em 2022, cumpriu as sanções dos EUA e proibiu a emissão ou o uso de cartões na Rússia. A empresa suspendeu todas as operações comerciais no país, que representavam 4% de sua receita. No entanto, os próprios cartões bancários continuam funcionando.
Atualmente, a empresa também possui um programa de fidelidade oferecido aos portadores de cartões com a bandeira Mastercard, o Programa Mastercard Surpreenda. Ele permite que os clientes acumulem pontos a cada compra realizada com seus cartões Mastercard e, ao atingir um certo número de pontos, recebam um voucher que pode ser usado para adquirir um produto ou serviço em estabelecimentos parceiros do programa. 

## Marca

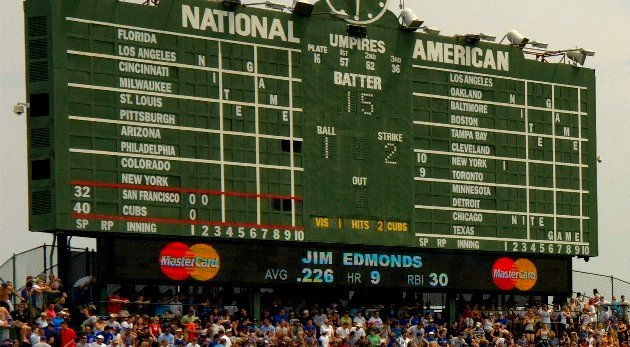
Partida de beisebol entre San Francisco Giants e Chicago Cubs em julho de 2008, promovendo o Mastercard

A Mastercard está associada à segurança. No entanto, litígios antitruste ao longo dos anos prejudicaram a marca. O slogan da campanha publicitária atual é Priceless, lançada em 1997. O slogan completo foi traduzido como: Existem coisas que o dinheiro não compra. Para todas as outras existe MasterCard. A campanha foi principalmente aplicável aos produtos de cartão de crédito e débito. Eles também usam a descrição para promover produtos como o site Priceless Travel, que apresenta promoções e ofertas para titulares de cartões Mastercard.
Em meados de 2006, a MasterCard International mudou seu nome para MasterCard Worldwide. Isso foi para sugerir uma escala mais global. Além disso, a empresa introduziu um novo logotipo corporativo adicionando um terceiro círculo aos dois que eram usados no passado (semelhante a um diagrama de Venn). Um novo slogan corporativo foi introduzido ao mesmo tempo—The Heart of Commerce. Em julho de 2016, apresentaram um novo rebranding. Mudaram o nome do serviço de "MasterCard" para "mastercard".
Em janeiro de 2019, o nome foi removido de seu logotipo, deixando apenas os discos sobrepostos. Em 2021, a Mastercard ficou em 13º lugar em uma lista das marcas mais confiáveis.
A Mastercard patrocina grandes eventos e equipes esportivas em todo o mundo. Isso inclui a equipe de rugby da Nova Zelândia, a MLB, a UEFA Champions League e o PGA Tour. Anteriormente, também patrocinou a Copa do Mundo da FIFA, mas rescindiu seu contrato após um acordo judicial e seu rival, Visa, asumir o espaço em 2007. Em 1997, a Mastercard era o principal patrocinador da equipe de Fórmula 1 Mastercard Lola, que desistiu da temporada de 1997 após sua primeira corrida devido a problemas financeiros.
Também é parceira da Seleção Brasileira de Futebol e da Copa Libertadores. No final de 2018, se tornou o primeiro grande patrocinador do jogo eletrônico League of Legends. A empresa patrocina o League of Legends World Championship e Mid-Season Invitational. Em setembro de 2022, a Mastercard adquiriu os direitos de patrocínio para todos os jogos nacionais e internacionais organizados pelo Conselho de Críquete na Índia.

### Finanças
| Ano  | Receita (milhões de US$) | LAJIR (milhões de US$) | Preço da ação (US$) | Funcionários |
| ---- | ------------------------ | ---------------------- | ------------------- | ------------ |
| 2005 | 2.938                    | 393                    |                     |              |
| 2006 | 3.326                    | 229                    | 6,20                |              |
| 2007 | 4.068                    | 1.108                  | 13,65               |              |
| 2008 | 4.992                    | −534                   | 20,33               |              |
| 2009 | 5.099                    | 2.260                  | 17,99               | 5.100        |
| 2010 | 5.539                    | 2.752                  | 22,01               | 5.600        |
| 2011 | 6.714                    | 2.713                  | 28,73               | 6.700        |
| 2012 | 7.391                    | 3.937                  | 41,58               | 7.500        |
| 2013 | 8.312                    | 4.503                  | 59,34               | 8.200        |
| 2014 | 9.441                    | 5.106                  | 75,33               | 10.300       |
| 2015 | 9.667                    | 5.078                  | 90,62               | 11.300       |
| 2016 | 10.776                   | 5.761                  | 94,50               | 11.900       |
| 2017 | 12.497                   | 6.622                  | 126,54              | 13.400       |
| 2018 | 14.950                   | 7.282                  | 186,16              | 14.800       |
| 2019 | 16.883                   | 9.664                  | 300,74              | 18.600       |
| 2020 | 15.301                   | 8.081                  | 370                 | 21.000       |
| 2021 | 18.884                   | 10.082                 | 354,83              | 24.000       |
| 2022 | 22.237                   | 12.264                 | 347,73              | 29.900       |

Em 2020, a Mastercard classificou-se em 191º lugar na lista Fortune 500 das maiores corporações dos Estados Unidos por receita.

## Produtos e serviços

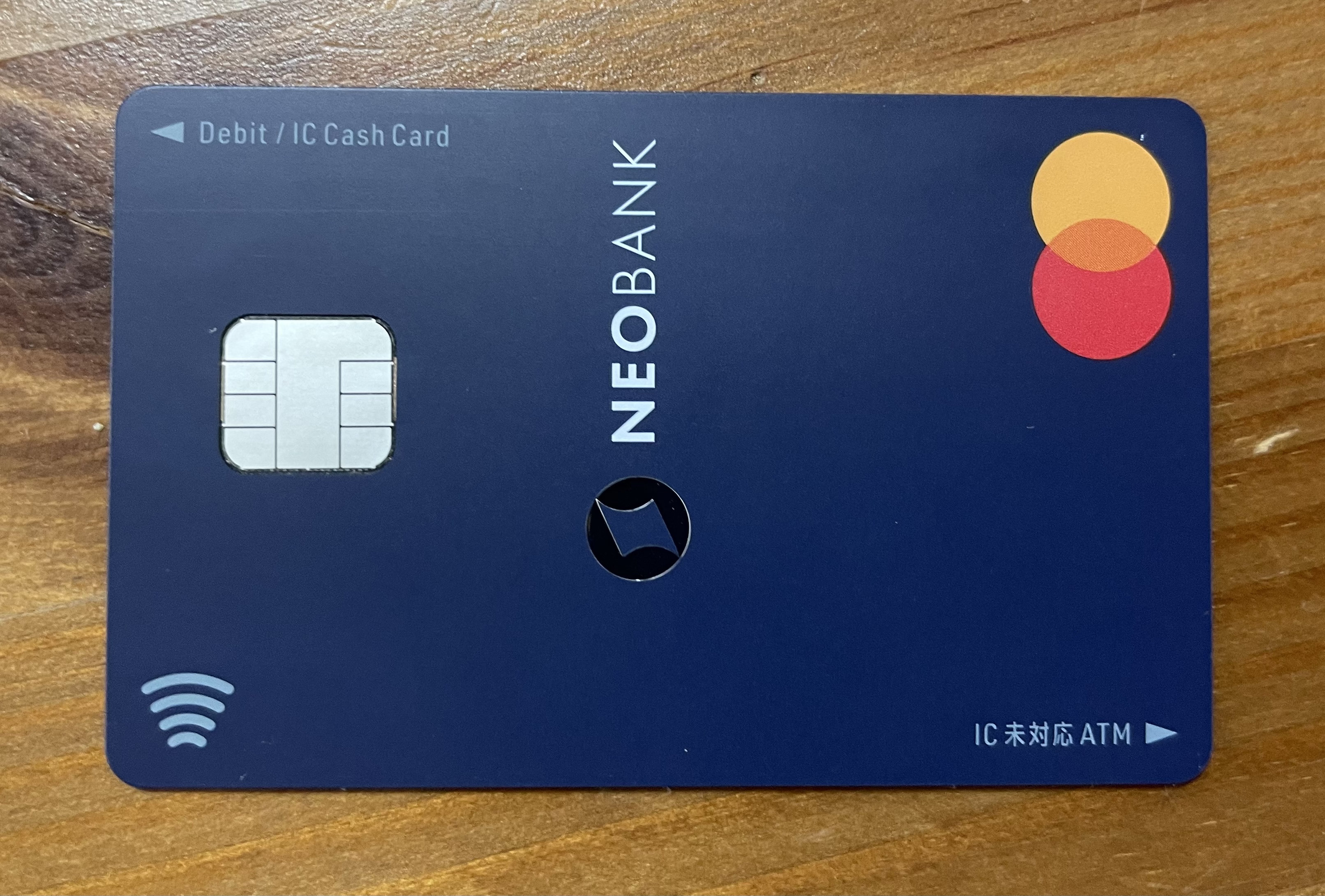
Cartão de débito emitido no Japão

A Mastercard possui como principais produtos os cartões de crédito e débito. Dependendo da localização geográfica, os emissores podem emitir cartões em níveis, do mais baixo ao mais alto, como gold/titanium, platinum, etc. A empresa opera a Banknet, uma rede de telecomunicações global que conecta todos os emissores da bandeira. O local de operações está localizado em St. Louis, Missouri. Possui o Mastercard Contactless (anteriormente chamado de PayPass), um recurso para pagamento sem contato semelhante ao ExpressPay da American Express. Oferece aos titulares de cartão uma maneira mais simples de pagar aproximando um cartão ou outro dispositivo em vez de passar ou inserir o cartão. Atualmente, possui limitações de valor.
Por meio de uma parceria com uma empresa especializada em compras na internet, a Mastercard lançou um shopping virtual em 16 de abril de 2010, que disse poder identificar com precisão o que seus titulares de cartão provavelmente comprarão. Em 2012, anunciou o QkR, um aplicativo de pagamento móvel operando nos EUA e na Austrália com a finalidade de solicitar produtos e serviços por meio do smartphone. Os usuários podem abrir o aplicativo, localizar um código QR de um restaurante e fazer pedidos de sua escolha. Em setembro de 2014, trabalhou com a Apple para incorporar um novo recurso de carteira móvel nos novos modelos de iPhone e Apple Watch, conhecido como Apple Pay, permitindo que os usuários usem mais prontamente seus cartões.
Em maio de 2020, a empresa anunciou o Mastercard Track Business Payment Service. Segundo o chefe de produtos globais, o serviço "cria um diretório de fornecedores, permitindo que os fornecedores publiquem suas regras de pagamento para que possam controlar melhor como recebem os pagamentos, tornando mais fácil para os compradores encontrar fornecedores e entender seus requisitos".
Em 10 de fevereiro de 2021, a Mastercard anunciou seu suporte a criptomoeda. Em outubro, informou que, por meio de sua parceria com a Bakkt, qualquer banco ou comerciante em sua rede em breve poderá oferecer serviços de criptografia. Em junho de 2022, anunciou que agora permitiria que os portadores de cartão comprassem NFTs por meio de várias plataformas.
Em abril de 2023, a Mastercard revelou sua intenção de expandir suas parcerias com empresas de criptomoedas. No momento do anúncio, a empresa já havia feito parceria com Binance, Nexo e Gemini para oferecer cartões vinculados à criptografia em algumas nações. Isso ocorreu apesar de um ambiente regulatório cada vez mais intenso e seguiu a empresa rival Visa. A empresa disse que seu serviço Mastercard Crypto Credential permitiria transações entre países que atenderam a requisitos. Seu chefe de cripto e blockchain, Raj Dhamodharan, disse que os usos para transações NFT viriam mais tarde.

## Recepção

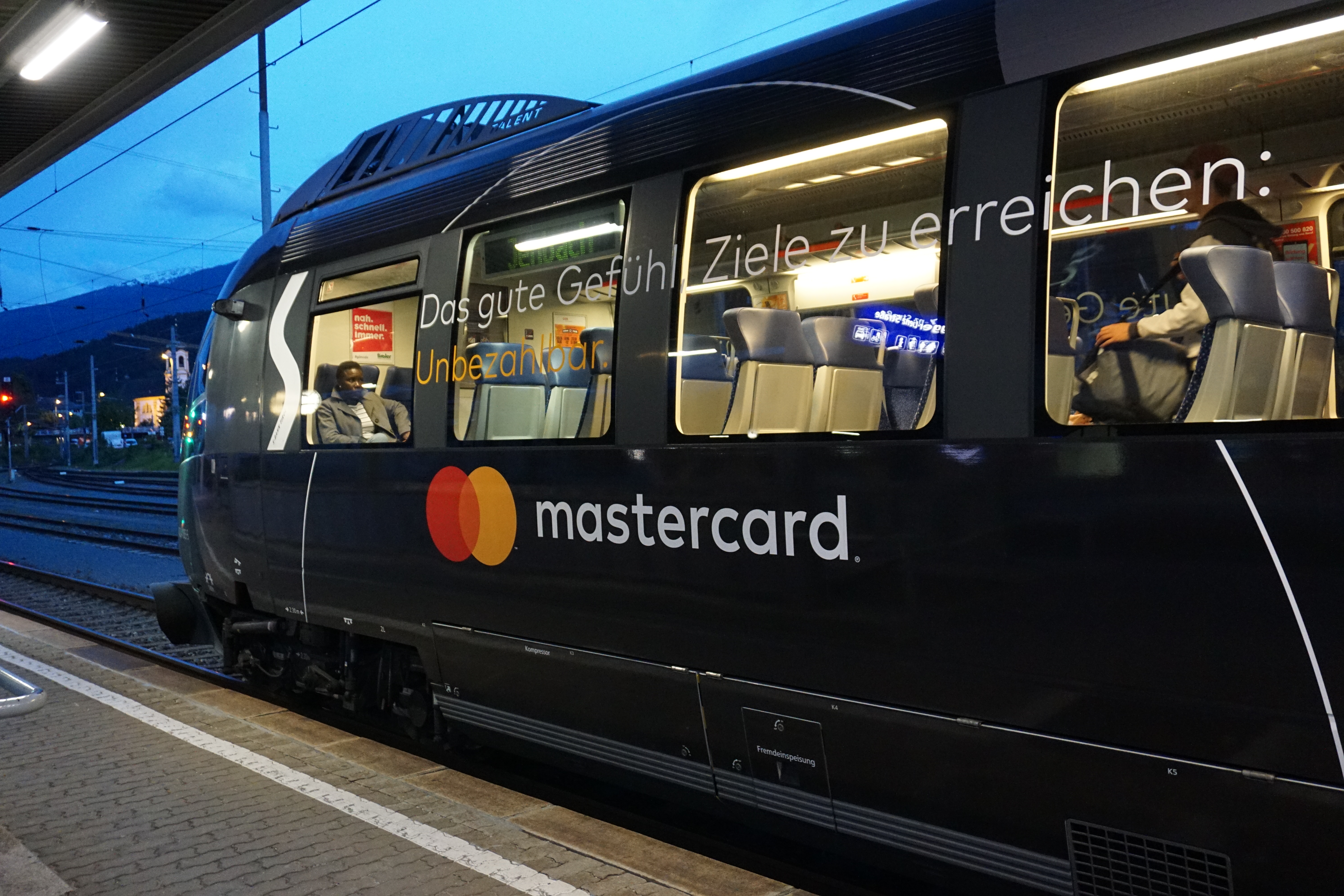
Transporte na Alemanha promovendo a marca

A Mastercard foi listada como uma das melhores empresas para se trabalhar em 2013 pela Forbes. Em 2016, tornou-se uma das 144 empresas que assinaram um acordo da HM Treasury para obter equidade de gênero na empresa. Operar uma rede de processamento de pagamentos envolve o risco de práticas anticompetitivas devido às muitas partes envolvidas. Poucas empresas enfrentaram mais processos antitruste nos EUA e no exterior.
A União Europeia criticou repetidamente a Mastercard por práticas comerciais monopolísticas. Em abril de 2009, a empresa chegou a um acordo com o bloco em um caso antitruste, prometendo reduzir as taxas de furto do cartão de débito para 0,2% das compras. Em dezembro de 2010, um alto funcionário do Banco Central Europeu pediu o desmembramento do duopólio Visa/Mastercard com a criação de um novo cartão de débito europeu para uso na zona do euro.
Em janeiro de 2019, a Comissão Europeia impôs uma multa antitruste de € 570.566.000 à Mastercard por "obstruir o acesso dos comerciantes a serviços de pagamento com cartão transfronteiriços", devido às regras que obrigam os bancos a aplicar as taxas de intercâmbio do país onde o varejista estava localizado. A Comissão concluiu que as regras impedem os vendedores de se beneficiarem de taxas mais baixas. A violação terminou quando a empresa alterou suas regras em 2015. A Comissão concedeu à Mastercard uma redução de 10% da multa.

### Jogos de azar
Mastercard, Visa e outros cartões de crédito têm sido usados para financiar contas desde o jogo online começou em meados da década de 1990. Em 20 de março de 2000, um tribunal da Louisiana registrou uma ação contra a empresa por interagir ilegalmente com vários cassinos na internet. Os queixosos alegaram, entre outras reivindicações, que a Mastercard havia violado o Federal Wire Act. Eles buscaram alívio financeiro por perdas sofridas.
A decisão do Tribunal Distrital em 23 de fevereiro de 2001, posteriormente confirmada pela Corte de Apelações dos Estados Unidos, esclareceu a aplicação da lei ao jogo online ilegal. O tribunal determinou que ela se aplica apenas a atividades de jogos de azar relacionadas a um "evento ou concurso esportivo". Portanto, o tribunal não pôde concluir que a Mastercard violou o Wire Act.
Quando o PASPA foi anulado em 14 de maio de 2018, a Mastercard teve que fornecer novas orientações aos bancos parceiros. Estabeleceu que as restrições da localização se aplicam ao indivíduo que faz a aposta, não ao banco que processa a transação. De acordo com várias leis estaduais de jogos, os provedores de apostas esportivas devem ativar geolocalização para determinar a localização física de um cliente antes de aceitar uma aposta. Os banqueiros independentes solicitaram especificações sobre códigos. A Mastercard dedicou o MCC 7801 ao jogo online. Este código é diferente de 7800 para loterias de propriedade do governo e 7802 para pistas de cavalos e cães licenciadas pelo governo.

### Pagamentos ao WikiLeaks
Em dezembro de 2010, a Mastercard bloqueou todos os pagamentos para o site de denúncias WikiLeaks devido a alegações de que eles se envolvem em atividades ilegais. Em resposta, o grupo de ativistas online Anonymous organizou um ataque; como resultado, o site da Mastercard ficou em inatividade de 8 a 9 de dezembro de 2010. Em 9 de dezembro de 2010, os servidores sofreram um ataque massivo como parte de uma revanche sobre os pagamentos ao WikiLeaks. Segundo a imprensa, a segurança de milhares de cartões de crédito foi comprometida durante esse ataque devido a um phishing criado pelo grupo. No entanto, a Mastercard negou, afirmando que os dados da conta "não foram colocados em risco". O porta-voz do WikiLeaks disse: "Não condenamos nem aplaudimos esses ataques". O Alto Comissariado para os Direitos Humanos da ONU, Navi Pillay, disse que o fechamento das linhas de crédito para doações ao WikiLeaks "poderia ser interpretado como uma tentativa de censurar a publicação de informações, potencialmente violando o direito do WikiLeaks à liberdade de expressão".
Em julho de 2011, a empresa de TI da Islândia, DataCell, que permitiu ao WikiLeaks aceitar doações de cartão de crédito e débito, disse que tomaria medidas legais contra a Visa Europe e a Mastercard, e que agiria imediatamente para tentar forçar as duas empresas a voltarem a permitir pagamentos. Anteriormente, em 8 de dezembro de 2010, a CEO da DataCell, Andreas Fink, afirmou que "a suspensão de pagamentos para o WikiLeaks é uma violação dos acordos com seus clientes". Em 14 de julho de 2011, a DataCell anunciou que havia apresentado uma reclamação à Comissão Europeia reivindicando o bloqueio, afirmando que violou as regras de concorrência da Comunidade Europeia.
Em 12 de julho de 2012, um tribunal de Reykjavík decidiu que a Valitor, parceiro da Visa e Mastercard na Islândia, deveria começar a processar doações dentro de quatorze dias ou pagar multas diárias no valor de ISK 800 000 (cerca de US$ 6 000) para cada dia após esse horário. A Valitor também teve que pagar os custos de litígio da DataCell no valor de ISK 1.500.000.

### Bloqueio na Índia e venda de dados
Em 2014, de acordo com um acordo entre a Mastercard e o Governo da Nigéria, agindo por meio da Comissão Nacional de Gerenciamento de Identidade, os novos documentos de identidade nigerianos possuem o logotipo da Mastercard, conter dados de bancos e servir como cartão de pagamento, vinculando irrevogavelmente essas informações bancárias aos indivíduos, gerando críticas do Congresso dos Direitos Civis alegando que "representa uma propriedade carimbada de um nigeriano por uma empresa norte-americana... lembra o logotipo colado nos corpos dos escravos africanos transportados através do Atlântico."
Em 2018, a Bloomberg News informou que Google pagou milhões de dólares à Mastercard pelos dados de cartão de crédito de seus usuários para fins publicitários. O acordo não havia sido anunciado publicamente.
Em 14 de julho de 2021, o Reserve Bank of India (RBI) proibiu indefinidamente a Mastercard de emitir novos cartões de débito ou crédito para clientes indianos a partir de 22 de julho de 2021, por violar regras de armazenamento conforme definido pelo RBI em 6 de abril de 2018. Esta proibição não afeta os cartões já emitidos e em funcionamento na Índia. Mastercard é o terceiro principal provedor de sistemas de pagamento a ser restrito na Índia depois do American Express e Diners Club International. Em 16 de junho de 2022, as restrições comerciais impostas foram suspensas pelo RBI com efeito imediato.